# 小行星3599
小行星3599（3599 Basov）是一颗绕太阳运转的小行星，为主小行星带小行星。该小行星于1978年8月8日发现。

## 轨道参数
小行星3599的轨道半长轴为3.1609132 AU，离心率为0.121。